# 韓鎧
韓鎧（1527年—？），字德威，號介山，順天府昌平州軍籍，河南河南府嵩縣人，明朝政治人物。

## 生平
嘉靖三十一年（1552年）壬子科順天鄉試第七十二名舉人，隆慶五年（1571年）中式辛未科會試第一百七十五名，三甲第一百七十六名進士。都察院觀政，授吳江縣知縣。萬曆二年（1574年）调寿光县，卒。

## 家族
曾祖韓福林；祖父韓達；父韓儀，母李氏。具慶下。兄韓錫（歲貢士）。